# Klaas de Vries (CDA)
Klaas de Vries (Bolsward, 11 november 1917 - Leeuwarden, 21 augustus 1999) was een Nederlands politicus. Hij was Eerste Kamerlid van 1968 t/m 1987, eerst voor de CHU en later voor het CDA.
De Vries werd geboren in 1917 in het Friese Bolsward, als zoon van een onderwijzer. Tijdens de Tweede Wereldoorlog was hij actief in het verzet. Van 1942 tot en met 1945 was hij ondergedoken.
Hij studeerde in 1952 cum laude af in het Nederlands recht aan de Rijksuniversiteit Groningen. In 1955 promoveerde hij aan diezelfde universiteit in de rechtsgeleerdheid, wederom cum laude.
In 1968 trad hij namens de CHU toe tot de Eerste Kamer. Voor de CHU was hij vooral actief op de gebieden cultuur, defensie en onderwijs. Vanaf 1980 tot 1987 was hij Eerste Kamerlid namens het CDA, dat in 1980 gevormd was uit onder meer de CHU.
De Vries was getrouwd met Ine Cnossen en had twee dochters en een zoon.
- Bibsys: 90552124
- Biografisch Portaal: 11087670
- Digitale Bibliotheek voor de Nederlandse Letteren: vrie094
- Gemeinsame Normdatei: 1057296236
- International Standard Name Identifier: 0000 0003 9843 8547
- Nederlandse Thesaurus van Auteursnamen: 068775636
- Parlement.com: vg09llgux0t5
- Système universitaire de documentation: 166029785
- Virtual International Authority File: 264610361